# Ottone Ghilini
Ottone Ghilini (Alessandria, metà XII secolo – Genova, 30 ottobre 1239) è stato un arcivescovo cattolico italiano.

## Biografia
Figlio, o fratello, di Gherardo Ghilini, capostipite dell'omonima famiglia,  di lui poche notizie si conoscono dei suoi primi anni di vita tranne quelle sulle vicende episcopali legate ad Alessandria, Bobbio e Genova. La sua vita è legata alla fondazione della città di Alessandria avvenuta nel 1168 per volontà di papa Alessandro III che promulgò in quel periodo le azioni contro il Sacro Romano Impero e che aveva scomunicato Federico Barbarossa.
Probabilmente venne nominato secondo vescovo di Alessandria il 1176 o il 1177 alla morte di Arduino. In seguito, nel 1185 fu vescovo di Bobbio e nel 1203 arcivescovo di Genova, incarico che mantenne per quasi quarant'anni fino alla sua morte avvenuta nel 1239. Su Ottone sono presenti versioni discordanti a proposito della cronologia degli eventi della sua vita. Secondo i due legati pontifici Opizzone e Buongiovanni, il vescovo Ottone non fu consacrato bensì nominato vescovo di Alessandria motivando questa convinzione per un "certo odio e scandalo nato dalla erezione del vescovato Alessandrino per l'assegnazione fatta al medesimo di molte chiese della diocesi di Acqui". Questo portò gli alessandrini nel 1180 a non essere più legati all'obbligo di obbedienza, e Ottone cessò "d'esser vescovo di Alessandria".
Pompeo Litta, attento onesto e sempre scrupoloso nelle conferme delle sue ricerche, sostiene ugualmente la stessa tesi "non fu consacrato, anzi per le molte discussioni nate con gli altri Ordinarij in occasione della fondazione fatta nel 1175 del Vescovado di Alessandria, nel 1179 fu rimosso, avendo Alessandro III ordinato, che il Vescovo d'Acqui trasferisse la sua sede in Alessandria.".
Un altro storico alessandrino, anch'egli attento e scrupoloso nella certezza delle fonti, Francesco Guasco di Bisio non prende in considerazione l'ipotesi che Ottone fosse stato nominato Vescovo di Alessandria, ma si limita a segnalare la sua elezione come Vescovo di Bobbio nel 1185 e il passaggio come arcivescovo della diocesi di Genova nel 1203. Con l'incarico all'arcivescovado genovese fu creato cardinale intervenendo nel 1215 al IV Concilio Lateranense indetto da Innocenzo III.
Le discordanze cronologiche della vita di Ottone di cui si è poc'anzi discusso, sono relative a dubbi sull'eventualità che il vescovo eletto Ottone sia lo stesso divenuto cardinale a Genova. Se così fosse avrebbe dovuto avere 93 anni alla sua morte nel 1239, "età certamente rara, ma non impossibile in uom robusto". Secondo Pompeo Litta, in accordo con Francesco Guasco, "è verosimile che il Vescovo d'Alessandria e il Vescovo di Bobbio siano due personaggi differenti; si può concludere, che il primo non sia de' Ghilini ma lo sia il secondo". Non ci sono dunque elementi sufficienti e certi per stabilire se Ottone, vescovo eletto di Alessandria, sia lo stesso vescovo di Bobbio e cardinale arcivescovo di Genova. Il Litta chiosa garbatamente affermando che "gli scrittori alessandrini forse per accrescere lo splendore della patria, lo asseriscono".

## Successione apostolica
La successione apostolica è:
- Vescovo Opizo (vescovo) (1237)